# Patrik Štefan
Patrik Štefan (Příbram, 16 settembre 1980) è un ex hockeista su ghiaccio ceco.

## Carriera
Patrik Štefan ha iniziato la sua carriera professionistica con lo Sparta Praga in Repubblica Ceca e ha successivamente giocato per i Long Beach Ice Dogs nella International Hockey League (IHL), prima di essere selezionato al draft NHL dagli Atlanta Thrashers.
Con la franchigia di Atlanta, Štefan ha disputato sei stagioni, totalizzando 177 punti. Durante il lockout della NHL nella stagione 2004–05, ha militato nell’Ilves Tampere, squadra della SM-liiga finlandese, con cui ha collezionato 41 punti in 37 partite di stagione regolare (inclusi 28 assist) e 7 punti (6 assist e 1 gol) in 7 partite di playoff.
Il 24 giugno 2006 è stato ceduto ai Dallas Stars, insieme a Jaroslav Modrý, in cambio di Niko Kapanen e una scelta al settimo turno del draft NHL 2006. Al termine della stagione 2006-07, con la scadenza del contratto, la dirigenza dei Dallas Stars ha deciso di non rinnovarlo.
Successivamente Štefan ha firmato un contratto con l'SC Bern, squadra militante nella Nationalliga A svizzera. Tuttavia, ha disputato solo tre partite prima di annunciare il ritiro nell’ottobre 2007, a causa di un grave infortunio all’anca, l’ultimo di una serie di problemi fisici ricorrenti che ne hanno compromesso la carriera.

### L'errore a porta vuota
Il 4 gennaio 2007 Štefan è divenuto oggetto di attenzione mediatica per un clamoroso errore durante una partita tra i Dallas Stars e gli Edmonton Oilers. Con pochi secondi rimanenti e la propria squadra in vantaggio di una rete, Štefan si è trovato da solo in contropiede verso la porta vuota. Anziché concludere rapidamente, ha continuato a pattinare fino alla gabbia, tentando un tiro di rovescio ravvicinato. Il disco ha colpito una zona irregolare del ghiaccio, scavalcando la stecca del giocatore, che ha mancato la rete, è caduto e ha perso il controllo del puck. Il successivo tentativo di liberazione ha involontariamente favorito gli avversari, che hanno costruito un’azione culminata con il gol del pareggio di Aleš Hemský a due secondi dalla fine. La partita è stata comunque vinta dai Dallas Stars ai tiri di rigore.

## Palmarès

### Mondiali
- 1 medaglia:
  - 1 argento (Lettonia 2006)